# Christine Petit
Pour les articles homonymes, voir Petit.
Christine Petit, née Marie-Christine Chavance le 4 février 1948 à Laignes en Côte-d'Or, est une médecin et chercheuse en biologie spécialisée dans la génétique humaine. Elle est professeur au Collège de France et professeur à l'Institut Pasteur où elle a dirigé une unité Inserm jusqu'en 2022.
Ses travaux sur les mécanismes moléculaires responsables des inversions de sexe chez l'humain puis sur ceux qui sous-tendent le développement et le fonctionnement du système auditif lui ont valu de nombreux prix, dont en 2018 le prix Kavli (avec A. James Hudspeth (en) et Robert Fettiplace), distinction la plus prestigieuse dans le domaine des neurosciences.

## Biographie
Marie-Christine Chavance naît le 4 février 1948 à Laignes en Côte-d'Or. Après son mariage, elle se fait appeler Christine Petit.
Elle soutient sa thèse de médecine à l'hôpital de la Salpêtrière en 1974, année à laquelle elle entre à l'Institut Pasteur. En 1982, elle y obtient un doctorat en biochimie et en génétique. Après deux post-docs réalisés à Bâle et au Centre de génétique moléculaire de Gif-sur-Yvette, elle intègre l'Institut Pasteur puis elle dirige à partir de 1993 l'unité Inserm U587 des « Génétique et Physiologie de l'Audition ».
Elle est élue à la chaire de génétique et de physiologie cellulaire du Collège de France en 2002. Elle est directrice du département neuroscience de l'Institut Pasteur depuis 2006.
Christine Petit est membre titulaire de l'Académie des sciences depuis 2002. Elle est membre du Conseil d’administration de l’Institut Pasteur de 2003 à 2011. Elle est membre du conseil de perfectionnement de l'ESPCI ParisTech et du conseil scientifique du Genopole.

## Apport scientifique
Christine Petit est une spécialiste de la génétique humaine. Elle a d’abord travaillé sur les mécanismes moléculaires à l'origine des inversions de sexe chez l'humain (masculinité XX et féminité XY). Puis, elle s’est dirigée vers la génétique des handicaps sensoriels humains, en particulier les atteintes de l'audition où elle a eu un rôle pionnier en identifiant un grand nombre de gènes impliqués dans les surdités héréditaires.
Notamment, en 1994, avec la contribution de plusieurs équipes de scientifiques et de médecins, elle parvient à déterminer la localisation des premiers gènes responsables de la surdité par transmission autosomique récessive. En 1991, elle identifie un gène impliqué dans le syndrome de Kallmann puis, en 1995, un gène impliqué dans le syndrome d'Usher. Ces premières découvertes permettent d'ouvrir de nouveaux axes de recherche sur la surdité.
L'organe sensoriel auditif, la cochlée, échappait à toute analyse moléculaire par les méthodes classiques ; l'approche génétique que Christine Petit a développée a permis d'éclairer plusieurs aspects du développement et du fonctionnement de la cochlée et plus spécifiquement de ses cellules ciliées, qui forment la structure réceptrice du son des cellules sensorielles auditives. Ses travaux actuels visent à comprendre la pathogénie moléculaire de plusieurs formes génétiques de surdité.

## Distinctions

### Décorations
Christine Petit est nommée au grade de chevalier dans l'ordre national de la Légion d'honneur et faite chevalier de l'ordre le 4 décembre 2002, promue au grade d'officier le 31 décembre 2013 au titre de « généticienne, professeure au Collège de France, membre de l'Institut ».
Elle est nommée au grade de chevalier dans l'ordre national du Mérite puis promue au grade d'officier. Elle est faite officier de l'ordre le 6 juin 2011 puis promue au grade de commandeur le 31 décembre 2020 au titre de « professeure au Collège de France, professeure à l'Institut Pasteur, directrice d'une unité mixte de recherche, membre de l'Académie des sciences ».

### Prix
- 1999 : Prix Charles-Léopold-Mayer de l'Académie des sciences
- 2004 : Prix L'Oréal-Unesco pour les femmes et la science
- 2006 : Co-lauréate du Prix Louis-Jeantet de médecine
- 2007 : Grand Prix de la recherche médicale de l'Inserm[9].
- 2012 : Co-lauréate avec Karen Steel du Prix Brain[10],[11],[12] de la Fondation Lundbeck ;
- 2018 : Prix Kavli en neurosciences (avec A. James Hudspeth (en) et Robert Fettiplace)[13],[14],[15]